# Fifi (piosenkarka)
Fifi, właściwie Filloreta Raçi (ur. 31 marca 1994 w Herten) – kosowska wokalistka popowa, uczestniczka 17. i 19. edycji festiwalu Kënga Magjike oraz 61. edycji Festivali i Këngës. Karierę muzyczną rozpoczęła w 2009 roku.

## Albumy[5]
- A Live Night (2022)
- 9 (2023)
- Kameleon (2024)

## Notowane single
| Rok notowania | Tytuł                            | Najwyższa pozycja na The Top List |
| ------------- | -------------------------------- | --------------------------------- |
| 2017          | Dope (gościnnie: Eri Dee)        | 31                                |
| 2019          | Akoma                            | 55                                |
| 2019          | Indiane                          | 15                                |
| 2020          | Ninullë dashurie                 | 5                                 |
| 2020          | PaGajle (wspólnie z Young Zerką) | 34                                |
| 2020          | Qaj                              | 24                                |